# Murilo Agostinho Pinheiro
Murilo Agostinho Pinheiro (São Luís, 11 de outubro de 1948) é um engenheiro civil e político brasileiro que foi prefeito de Macapá na primeira metade dos anos oitenta do Século XX.

## Biografia
Filho de Basílio Braga Pinheiro e Maria Sílvia Pinheiro, graduou-se em Engenharia Civil pela Universidade Estadual do Maranhão em 1974. Migrou para o então Território Federal do Amapá e foi nomeado chefe do Serviço de Elaboração e Desenvolvimento de Projetos da prefeitura de Macapá (1976-1977) na gestão Cleyton Azevedo sendo realocado como diretor do Departamento de Desenvolvimento Urbano (1977-1980) e mantido no cargo por Newton Barata e Domício Magalhães. Em agosto de 1980 foi nomeado prefeito de Macapá pelo governador Ottomar Pinto permanecendo no cargo até o início do governo José Sarney em 1985. Diretor-técnico da Companhia de Eletricidade do Amapá (CEA) no governo Roberto Klein (1987-1988), filiou-se ao PFL e deixou o posto para se candidatar a prefeito de Macapá em 1988 sendo vencido por João Capiberibe. Após o pleito foi escolhido pelo governador de Roraima Romero Jucá diretor administrativo-financeiro da CEA (1988-1990) e ainda executou um projeto fundiário junto ao Instituto Nacional de Colonização e Reforma Agrária. Eleito deputado federal em 1990 e 1994.